# 韦尔杜诺
韦尔杜诺（義大利語：Verduno），是意大利库内奥省的一个市镇。总面积7平方公里，人口538人，人口密度76.9人/平方公里（2009年）。ISTAT代码为004238。